# Patong

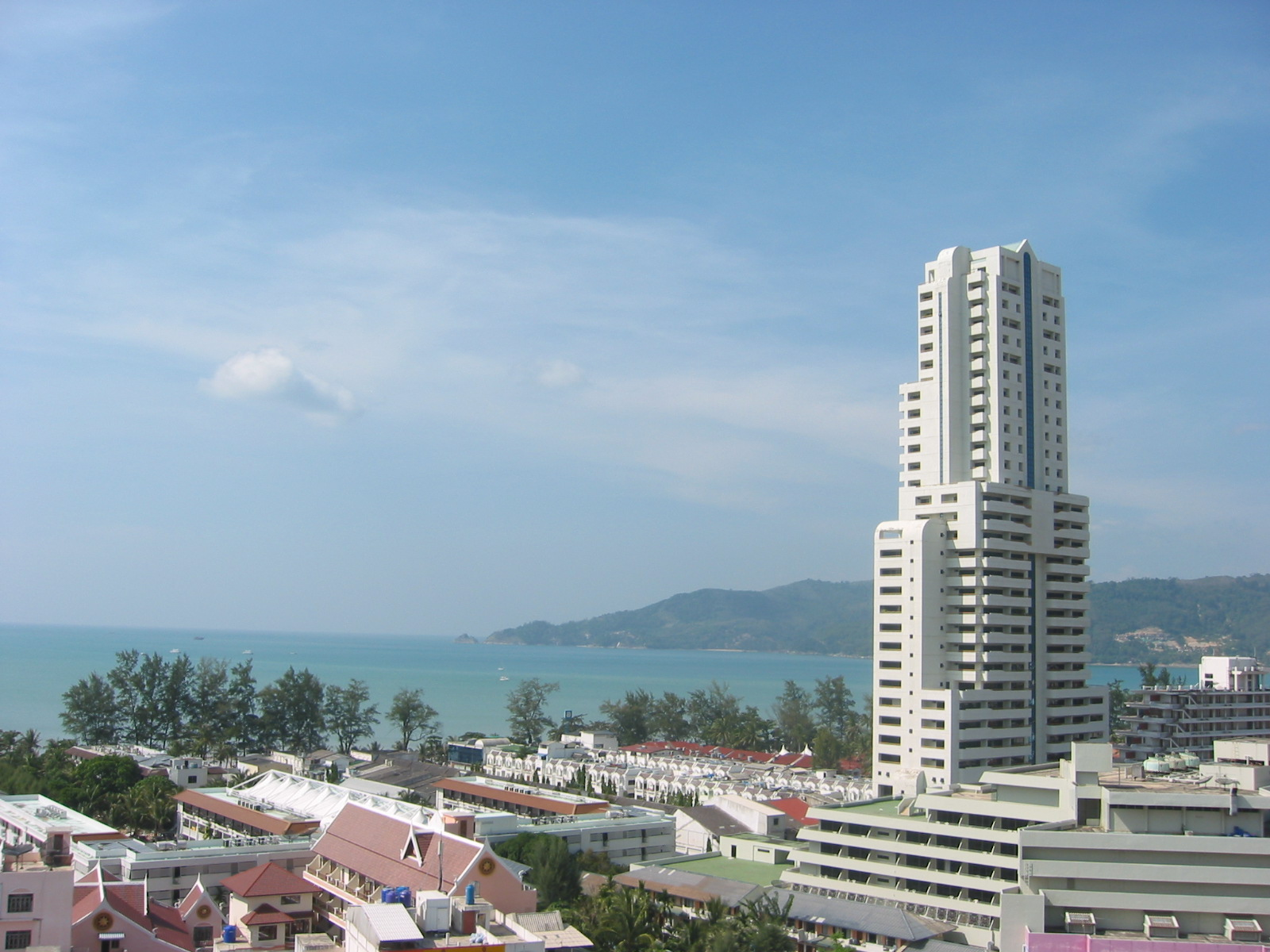
Patong Beach mit Patong Tower Condominium

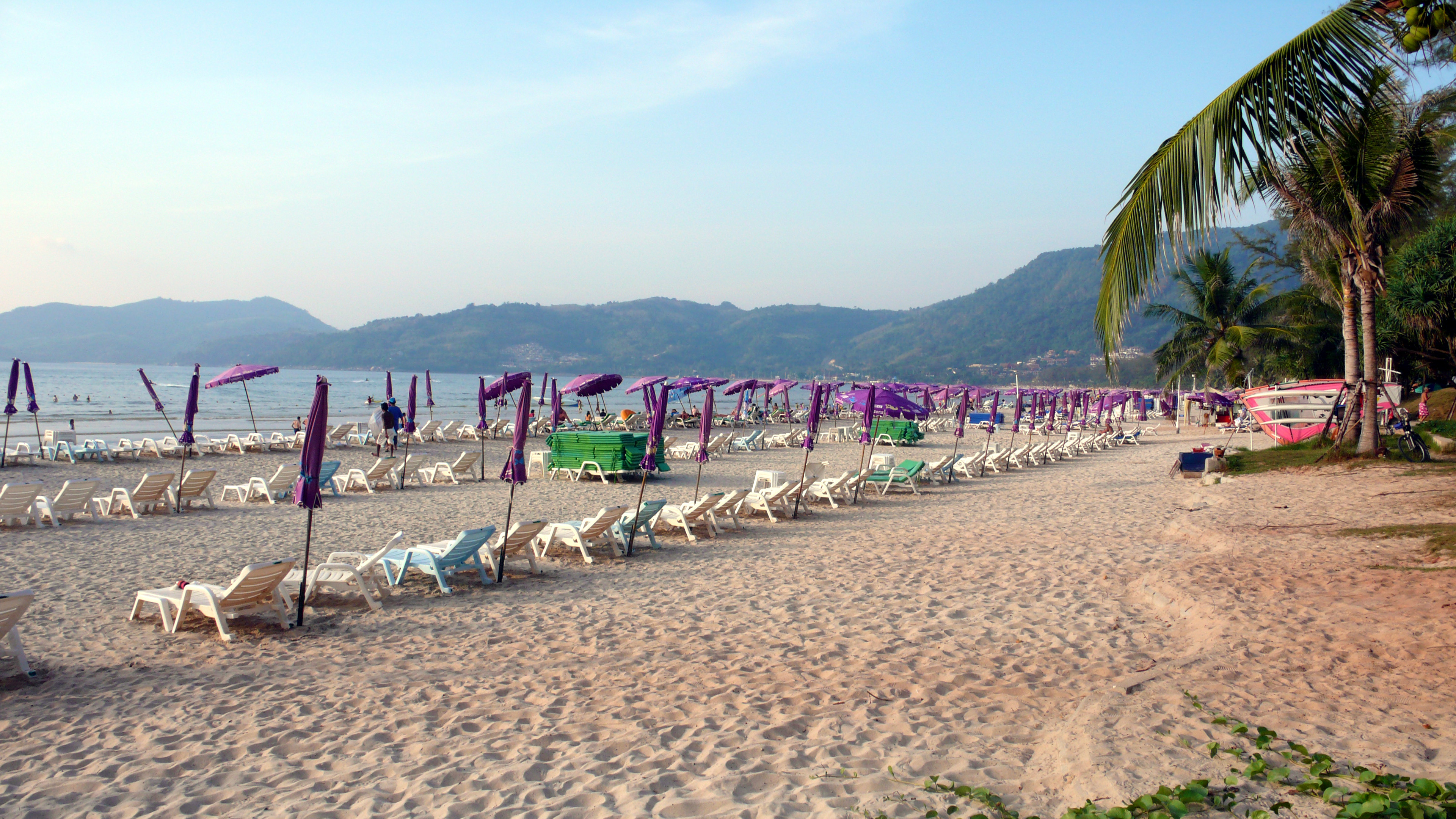
Strand von Patong Beach

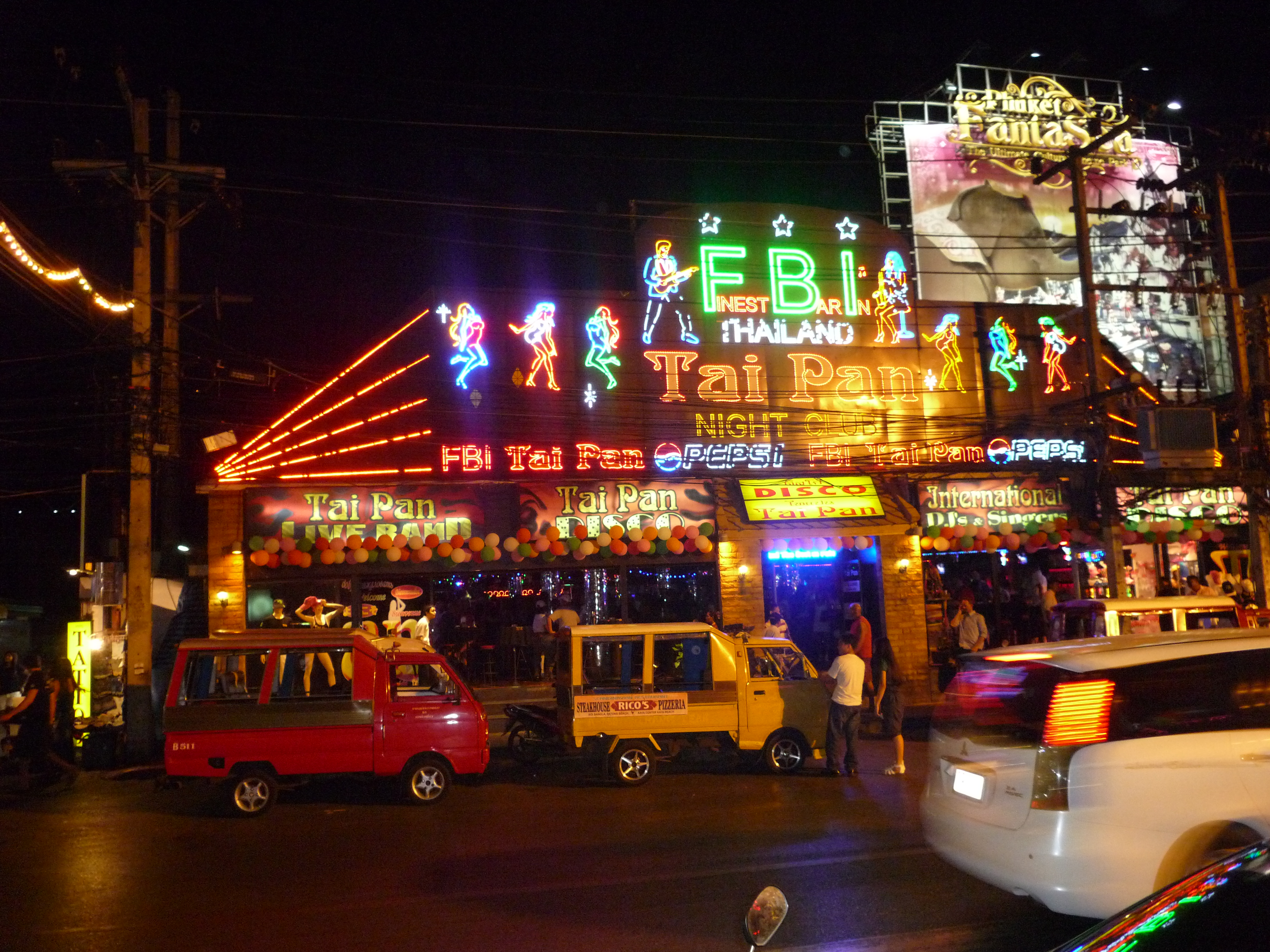
Sammeltaxis (Songthaeo) in Patong

Patong (Thai: ป่าตอง) ist ein bekannter Touristenort im Landkreis (Amphoe) Kathu der Provinz Phuket. Phuket liegt in der Südregion von Thailand. Patong besteht aus Patong Stadt (Thai: เทศบาลเมืองป่าตอง Thesaban Mueang Patong) und Patong Strand (Thai: หาดป่าตอง Hat Patong, engl.: Patong Beach), ein Strand an der Westküste der Insel Phuket.
Patong Beach, ein 3,5 km langer Strand, der an der gesamten westlichen Seite der Stadt Patong entlangführt, ist das Hauptferienziel der Insel, bekannt für sein Nachtleben und die Einkaufszentren, in denen man günstig einkaufen kann. Der Strand wurde ab Ende der 1980er Jahre insbesondere bei westeuropäischen Touristen zunehmend bekannt. Es gibt dort viele Hotels und Hotelketten. Auch bei Tauchtouristen ist Patong Beach beliebt.

## Klima
Die Insel Phuket hat ein tropisches Klima mit einer Trockenperiode von November bis April und Regenzeit von Mai bis Oktober. Die Durchschnittstemperaturen sind das ganze Jahr über relativ gleichbleibend. Die durchschnittlichen Höchsttemperaturen reichen von 29 bis 33 °C, die durchschnittlichen Tiefsttemperaturen von 23 bis 26 °C.

## Zwischenfälle
Am 26. Dezember 2004 wurde Patong Beach wie viele andere Küstengebiete der Westseite Phukets und Thailands von einem Tsunami überrollt, der durch das Erdbeben im Indischen Ozean 2004 hervorgerufen wurde. Die Tsunami-Welle verursachte große Verwüstungen an der Küste und dem flachen Hinterland und viele Menschen fanden den Tod. Patong Beach war eines der am meisten betroffenen Gebiete von Phuket, obwohl die Zerstörung hier nicht annähernd so schlimm war wie im benachbarten Khao Lak.